# Agneta Ringman
Agneta Elisabet Ringman, född 4 april 1949 i Avesta, är en svensk politiker (socialdemokrat), som var riksdagsledamot 1994–2006, invald i Kalmar läns valkrets.
I riksdagen var hon ledamot i kulturutskottet 1994–2002 (även suppleant 2004–2006) och finansutskottet 2002–2006. Utöver detta var hon suppleant i arbetsmarknadsutskottet, miljö- och jordbruksutskottet och skatteutskottet.
Ringman bor numera i Västra Söby på Öland.